# Hippeus (Maler)
Hippeus (altgriechisch Ἱππεύς) war ein griechischer Maler, der in Athen tätig war.
Polemon von Ilion berichtet von einem Bild, auf dem die Hochzeit des Peirithoos abgebildet war. Es zeichnete sich der Beschreibung nach besonders durch seine Licht- und Schatteneffekte aus, weshalb die Entstehungszeit frühestens in das 4. Jahrhundert v. Chr. datiert wird. Da Polemon im 2. Jahrhundert v. Chr. lebte, kann die Lebenszeit des Hippeus nur auf diesen Zeitraum eingegrenzt werden.
Plinius erwähnt zwei Bilder von einem Künstler namens Hyppis oder Hyppus (Lesung unsicher), das eine zeigt Poseidon und das andere Nike. Möglicherweise ist der Maler dieser Bilder mit Hippeus zu identifizieren.